# Struktura zatrudnienia
Struktura zatrudnienia – określa w ujęciu:
- makroekonomicznym – podział ludności według zatrudnienia w poszczególnych sektorach gospodarki i zależy od poziomu rozwoju gospodarczego państwa;
- mikroekonomicznym – podział zatrudnienia w danym zakładzie pracy, np. pod względem posiadanego wykształcenia lub rodzaju wykonywanej pracy.

## Struktura zatrudnienia w ujęciu makroekonomicznym
Podział gospodarki państwa najczęściej występuje w trzech podstawowych sektorach:
1. rolnictwo, leśnictwo i rybołówstwo,
2. przemysł i budownictwo,
3. usługi, które można podzielić na:

- - usługi podstawowe obejmujące; handel, usługi gastronomiczne, fryzjerskie oraz usługi świadczone przez oświatę, wymiar sprawiedliwości, instytucje finansowe i ubezpieczeniowe,
  - usługi specjalistyczne, takie jak przetwarzanie informacji, organizacja i zarządzanie przedsiębiorstwami, marketing i reklama.

Należy zaznaczyć, że w krajach słabo rozwiniętych nawet do 90% mieszkańców zatrudnionych jest w rolnictwie, następnie w przemyśle, ale jest to przede wszystkim przemysł wydobywczy, wymagający w dużym stopniu pracy wykonywanej ręcznie.
W krajach wysokorozwiniętych zatrudnienie w przemyśle, a w szczególności przy prostych pracach ręcznych jest niskie, na skutek wprowadzania do procesu produkcyjnego mechanizacji, automatyzacji i komputeryzacji. Największe zatrudnienie występuje natomiast w sektorze usług, a w szczególności w usługach specjalistycznych związanych z handlem, opieką zdrowotną, turystyką, reklamą, finansami i ubezpieczeniami. Bardzo mało osób zatrudnionych jest w rolnictwie i liczba ta z roku na rok maleje, ze względu na zwiększanie mechanizacji i automatyzacji prac rolniczych.

## Struktura zatrudnienia w ujęciu mikroekonomicznym
Struktura zatrudnienia w ujęciu mikroekonomicznym odnosi się do charakterystyki stanu zatrudnienia w danej jednostce gospodarczej, zarówno pod względem miejsca zajmowanego z hierarchii przedsiębiorstwa, jak i posiadanego wykształcenia i umiejętności. Najczęściej podział wewnętrzny zatrudnienia dokonać można według linii trzech „S”:
- status stanowiska,
- szansa awansu zawodowego,
- stabilność zatrudnienia.

Pracownicy zatrudnieni w tzw. „trzonie” firmy; posiadają wysoki status stanowiska, są to tzw. pracownicy kadry kierowniczej, posiadają wysokie wykształcenie i doświadczenie zawodowe oraz wysokie wynagrodzenie za wykonywaną pracę, jak również ich zatrudnienie charakteryzuje się najczęściej największą stabilnością.
Załoga spoza „trzonu” pracuje na stanowiskach usytuowanych stosunkowo nisko w hierarchii organizacyjnej przedsiębiorstwa. Powoduje to niski poziom ich wynagrodzeń i dużą uciążliwość warunków pracy. Z reguły pociąga to za sobą małe szanse awansu i pozostanie na stałe w dolnym segmencie zakładowej struktury zatrudnienia. Pozycja w tej grupie zawodowej nie daje gwarancji utrzymania miejsca pracy, jest ona w znacznym stopniu podatna na zmiany koniunkturalne na rynku.